# USCGC Harriet Lane (WMEC-903)
USCGC Harriet Lane (WMEC-903) – amerykański okręt patrolowy (ang. medium endurance cutter) będący w służbie w ciągu ostatnich piętnastu lat XX wieku w United States Coast Guard. Nosił nazwę pochodzącą od Harriet Lane, siostrzenicy prezydenta i oficjalnej gospodyni Białego Domu w czasach prezydentury Jamesa Buchanana.
Okręt został zbudowany w stoczni Tacoma Boatbuilding i dostarczony 20 września 1984.

## Służba
„Harriet Lane” wszedł do służby w maju 1984 i służył w Coast Guard pływając po wodach od Maine do Ameryki Południowej oraz także na północno-zachodnim Pacyfiku. W 1994 okręt pełnił funkcje jednostki flagowej dowódcy sił operacji Able Manner kierując ratowaniem tysięcy Haitańczyków i Kubańczyków usiłujących dostać się do USA przez Cieśninę Florydzką i Windward Passage. W czasie tej masowej migracji załoga okrętu uratowała ponad 2400 imigrantów kierując działaniami 15 innych okrętów, sterowca i wielu samolotów.
Patrolowiec brał udział w corocznych wielonarodowych ćwiczeniach UNITAS w 1994 i 1997. W 1995 przeprowadził próbny patrol na wodach Alaski by ocenić zasadność przydzielenia okrętu tej klasy do Siedemnastego Dystryktu obejmującego wody oblewające ten stan amerykański.
W 1996 „Harriet Lane” był okrętem dowódczym przez początkową fazę poszukiwań i zbierania szczątków w czasie katastrofy samolotu TWA lot 800 w pobliżu Long Island. Eskortował międzynarodową flotę żaglowców w czasie OPSAIL 2000 Parade of Sail.
Następnie brał między innymi w przechwyceniu na Karaibach dwóch ton kokainy. Przechwycił także kilkuset nielegalnych imigrantów próbujących dostać się do USA na różnych prymitywnych jednostkach pływających.